# Cestraeus oxyrhyncus
Cestraeus oxyrhyncus är en fiskart som beskrevs av Achille Valenciennes, 1836. Cestraeus oxyrhyncus ingår i släktet Cestraeus och familjen multfiskar. IUCN kategoriserar arten globalt som otillräckligt studerad. Inga underarter finns listade i Catalogue of Life.